# Venyera–15
A Venyera–15 (cirill betűkkel: Венера–15) szovjet űrszonda, amelyet a Venyera-programban indítottak a Vénusz északi féltekéjének részletes radartérképezésére. Az űrszondát az NPO Lavocskin vállalat fejlesztette ki és építette meg.

## Küldetés
1983. június 2-án indították a Vénusz felé, 1983. október 10-én kezdte meg keringését a Vénusz körül. Hozzávetőleg 4 fok eltéréssel szinkronpályán mozgott a Venyera–16-tal. A szonda majdnem sarki pályája 24 órás elliptikus pálya, perigeuma 1000 kilométer, apogeuma 65 000 kilométer volt. 
A Vénusz radartérképezési technikáját elsőként a Venyera–15  és a Venyera–16  űrszondák használták 1983-ban.  A képeken néhány aktív vulkán helyzetét is sikerült meghatározni. A teljes felszínnek mintegy negyedét sikerült feltérképezni, főleg az északi sark környékén. Nyolc hónapig működött.

## Jellemzői
Az űrszonda 5 méter hosszú volt és 60 centiméter átmérővel rendelkezett, rajta egy 1,4 méter átmérőjű parabolaantenna a radarrendszerrel. A szonda össztömege 4000 kilogramm volt. Tartályokban hajtóanyag és rakétafúvókák voltak elhelyezve a szükséges manőverek végrehajtására. Ott kapott helyet a számítógép, a képrögzítő és további berendezések. A tartályon kívül egy 2 négyzetméteres napelem, valamint egy 2,6 méteres parabolaantenna volt felszerelve.